# Байбурт
Байбурт (тур. Bayburt, арм. Բաբերդ) — город на северо-востоке Турции, столица ила Байбурт. Байбурт лежит на берегах реки Чорох.

## История
О крепости Баберд впервые упоминает армянский историк Мовсес Хоренаци в V веке, когда этот город входил в состав провинции Барц Хайк Великой Армении . Согласно Хоренаци, это был укреплённый город уже с III века до Р.Х.
Турецкая крепость Байбурт находилась на Великом шелковом пути на пути из Трапезунда в Эрзерум. За свою историю принадлежала Урарту, Великой Армении, Персии, Римской империи и сельджукам и неоднократно меняла своё название.  До 1915 года, в городе жили преимущественно армяне.
В 1364 году здесь войска императора Трапезунда Алексея III Комнина разгромили монголов. В 1462 году османский султан Мехмед II вёл здесь бои против Ак-Коюнлу.
Во время Русско-турецкой войны  (1828—1829)  7 июля 1829 года Байбурт был занят без боя небольшим отрядом генерала Бурцева. Повторно город был взят штурмом русскими войсками генерал-фельдмаршала Паскевича 27 сентября (9 октября) 1829 года.
Во время Первой мировой войны в июле 1916 года русские войска провели  Эрзинджанскую операцию. Русский генерал Н.Н. Юденич сорвал план германского генерала Лимана фон Сандерса, предусматривавший переход турецкой армии в контрнаступление. Уже 14 июня начались жестокие встречные бои, в которых турецкие войска несли одно поражение за другим.  В ночь на 16 июля Кавказская армия овладела Байбуртом.  Таким образом, всё шоссе Эрзерум-Трапезунд оказалось в тылу у русских войск, что существенно упростило решение проблемы их снабжения.
Байбурт принадлежал Эрзеруму, после основания республики Турция в 1923 году – илу Гюмюшхане. В 1989 году получил статус провинции.

## Достопримечательности, культура и образование
Старая крепость, частично реставрированная, находится в самом городе на скале над рекой. В своё время в городе побывал Марко Поло во время своего путешествия в Китай. В своих записях он сообщал о серебряных рудниках в Байбурте. О Байбурте упоминал и знаменитый османский путешественник Эвлия Челеби. В Байбурте находится предполагаемая могила и жилище Деде Коркута, святого, мигрировавшего из Средней Азии в Анатолию. В рассказах о Деде Коркуте, которые являются одними из самых ярких событий в истории турецкой литературы, события того времени рассказаны в легендарной форме. Поскольку в рассказах упоминается Байбурт, здесь ежегодно отмечают фестиваль Деде Коркута. 1999 год был объявлен ЮНЕСКО «Годом Деде Коркута».
В Байбурте до сих пор играют в старую турецкую конную игру «Джирит» (Кавган). 
В городе имеется университет, который расположен в центре города. Он включает в себя факультеты технологий, искусства, естественных и административных наук, а также несколько профессиональных школ.